# モトリル
モトリル（Motril）は、スペイン・アンダルシア州グラナダ県のムニシピオ（基礎自治体）。

## 地理
モトリル谷を見下ろす位置に市街が広がる。谷ではチェリモヤやアボカド、マンゴー、バナナなどが収穫される。ビニールハウス栽培も行われる。かつてはサトウキビ栽培が行われていた。内陸県であるグラナダ県にあって、地中海に面しているモトリルは県有数の産業都市で、製紙業が盛んである。商業港かつ漁港であるモトリル港もある。

## 歴史
モトリルの発祥は明らかでないが、フェニキア人植民地の飛び地であったらしい。ローマ時代にもこの定住地は存続した。大プリニウスやプトレマイオスがアンダルシアにあるムルギス（Mulgis）という土地の名を記しているが、これがモトリルではないかとされている。
グラナダ王国時代、イスラム教徒によって運河とサトウキビ栽培の技術が導入された。
1489年にレコンキスタが完了したとき、モトリルには農業・漁業、製糸業を営む人々が2000人以上暮らし、通商が盛んであった。当時の町は3.5平方kmで、城壁で覆われていた。次第に壁の外へ郊外が発展していった。4つのモスク、アラブ浴場は19世紀まで保存されていた。町を守る城壁の他、カルキファの丘の上には小さな要塞もあった。
1490年、反キリスト教反乱が起き、最終的に1491年にグラナダ条約（en）が結ばれた（スペインに全面降伏する代償として、イスラム教徒の信仰の自由と公正な処遇を許した）。16世紀には新たにムデハルの反乱が起き、再び新たな条約が結ばれ、モトリルの町に自治が認められた。
しかし、ムーア人住民の多くが加わったという1507年の反乱が降伏で終わり、彼らは町を捨てて過疎化が進み、サトウキビ栽培は荒廃し精糖生業は廃れた。別の問題も発生した。海側からバルバリア海賊とトルコ海賊の襲撃が迫ってきたのである。このために町の主要教会は要塞のような様相をしている。1569年から1570年にかけ、モトリルのモリスコが反乱を起こし、反乱は鎮圧され暴徒は追放された。この結果、モトリルの人口は急減し、5年後にキリスト教徒の家族400人が再移住してくるまで続いた。17世紀になってから、経済と人口が回復した。
1657年、フェリペ4世はモトリルに都市の地位を授けた。

## 人口
| モトリルの人口推移 1900－2010                           |
|                                                         |
| 出典:INE（スペイン国立統計局）1900年 - 1991年、1996年 - |

## 政治
自治体首長はアンダルシーア国民党（Partido Popular Andaluz）のルイーサ・マリーア・ガルシーア・チャモーロ（Luisa María García Chamorro）で、自治体評議員はアンダルシーア国民党：13、アンダルシーア社会労働党：5、PA-EP-And：3、アンダルシーア統一左翼（IULV-CA）：2、CAnda：2となっている（2011年5月22日の自治体選挙結果、得票順）。
| 1999年6月13日自治体選挙 |        |        |          |
| 政党                    | 得票数 | 得票率 | 獲得議席 |
| PSOE-A                  | 8,975  | 39.55% | 11       |
| PP                      | 6,704  | 29.54% | 8        |
| IULV-CA                 | 1,830  | 8.06%  | 2        |
| PA                      | 1,788  | 7.88%  | 2        |
| ADMI                    | 1,742  | 7.68%  | 2        |
| GRITO                   | 922    | 4.06%  | 0        |
| PDNI-A                  | 404    | 1.78%  | 0        |

| 2003年5月25日自治体選挙 |        |        |          |
| 政党                    | 得票数 | 得票率 | 獲得議席 |
| PSOE-A                  | 8,464  | 33.76% | 9        |
| PP                      | 8,430  | 33.62% | 9        |
| IULV-CA                 | 2,580  | 10.29% | 2        |
| GRITO                   | 1,836  | 7.32%  | 2        |
| PA                      | 1,812  | 7.23%  | 2        |
| ADMI                    | 1,304  | 5.20%  | 1        |
| PACIS                   | 333    | 1.33%  | 0        |

| 2007年5月27日自治体選挙 |        |        |          |
| 政党                    | 得票数 | 得票率 | 獲得議席 |
| PP                      | 11,214 | 41.90% | 12       |
| PSOE-A                  | 9,320  | 34.82% | 9        |
| CPAPICC                 | 2,213  | 8.27%  | 2        |
| IULV-CA                 | 2,140  | 8.00%  | 2        |
| GRITO                   | 1,274  | 4.76%  | 0        |
| PACIS                   | 181    | 0.68%  | 0        |
| V 2007                  | 81     | 0.30%  | 0        |
| CAnda                   | 75     | 0.28%  | 0        |

| 2011年5月22日自治体選挙 |        |        |          |
| 政党                    | 得票数 | 得票率 | 獲得議席 |
| PP                      | 12,454 | 45.93% | 13       |
| PSOE-A                  | 5,380  | 19.84% | 5        |
| PA-EP-And               | 2,703  | 9.97%  | 3        |
| IULV-CA                 | 2,649  | 9.77%  | 2        |
| CAnda                   | 1,879  | 6.93%  | 2        |
| GRITO                   | 947    | 3.49%  | 0        |
| UPyD                    | 448    | 9.93%  | 1        |
| LOS VERDES              | 136    | 0.50%  | 0        |

### 司法行政
モトリルはモトリル司法管轄区に属し、同管轄区の中心自治体である。

## 姉妹都市
- アルバルドン、アルゼンチン
- マープル、イギリス
- メリージャ、スペイン